# Sender Belmont

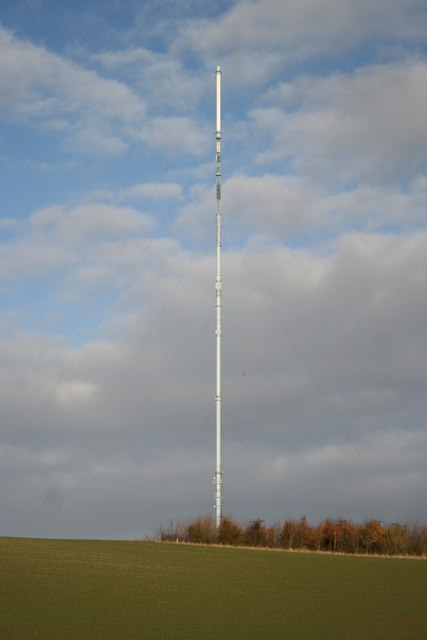
Sender Belmont

Der Sender Belmont ist eine Sendeanlage bei Donington on Bain in der Nähe von Market Rasen und Louth in Lincolnshire (Großbritannien) zur Verbreitung von Fernseh- und Hörfunkprogrammen im UKW-Bereich.
Der 1965 erbaute Sendemast in den Lincolnshire Wolds war ursprünglich 385 m hoch und damit das höchste Bauwerk in Großbritannien. Nach seiner Kürzung im April 2010 ist er nur noch 351,7 m hoch und damit das zweithöchste Bauwerk des Vereinigten Königreichs und das vierzehnthöchste der EU. Der abgespannte Mast dient zur Versorgung von Teilen von Lincolnshire, den nördlichen Gebieten von Nottinghamshire, Nordwest-Norfolk, Hull und East Yorkshire mit UKW-Hörfunkprogrammen sowie analogen und digitalen Fernsehprogrammen.
Er ist benannt nach dem Wohnplatz Belmont House.

## Sendefrequenzen

### Analoger Hörfunk
Sendefrequenzen für den analogen Hörfunk:
| Programm               | Frequenz  | Sendeleistung (ERP) |
| ---------------------- | --------- | ------------------- |
| BBC Radio 2            | 88,8 MHz  | 16 kW               |
| BBC Radio 3            | 90,9 MHz  | 16 kW               |
| BBC Radio 4            | 93,1 MHz  | 16 kW               |
| BBC Radio Lincolnshire | 94,9 MHz  | 1,6 kW              |
| BBC Radio 1            | 98,3 MHz  |                     |
| Classic FM             | 100,5 MHz |                     |
| Greatest Hits Radio    | 102,2 MHz |                     |

### Digital Radio (DAB)
In DAB werden folgende Programme ausgestrahlt:
| Programm      | Kanal     | Frequenz   | Sendeleistung (ERP) |
| ------------- | --------- | ---------- | ------------------- |
| Digital One   | Block 11D | 222,06 MHz |                     |
| MXR Yorkshire | Block 12A | 223,93 MHz |                     |
| BBC           | Block 12B | 225,64 MHz |                     |

### Analoges Fernsehen (abgeschaltet)
| Programm               | Kanal | Frequenz   | Sendeleistung (ERP) |
| ---------------------- | ----- | ---------- | ------------------- |
| BBC One                | 22    | 479,25 MHz |                     |
| ITV1 Anglia Television | 25    | 503,25 MHz |                     |
| BBC Two                | 28    | 527,25 MHz |                     |
| Channel 4              | 32    | 559,25 MHz |                     |
| Five                   | 56    | 751,25 MHz |                     |

### Digitales Fernsehen
| Programm                           | Kanal | Frequenz | Sendeleistung (ERP) |
| ---------------------------------- | ----- | -------- | ------------------- |
| Multiplex 1 BBC                    | 30    | 546 MHz  |                     |
| Multiplex 2 Digital 3&4            | 48    | 690 MHz  |                     |
| Multiplex D National Grid Wireless | 57    | 762 MHz  |                     |
| Multiplex C National Grid Wireless | 60    | 786 MHz  |                     |
| Multiplex B BBC                    | 66    | 834 MHz  |                     |
| Multiplex A SDN                    | 68    | 850 MHz  |                     |